# 樊清江
樊清江（1892年—1980年），名树元，字明渊。山西运城人。中华人民共和国政治人物。

## 生平
1913年考入山西大学预科，1916年升入本科。1918年留学日本东京医学专門学校，1923年毕业。同年回国。1924年入冯玉祥部队任少校军医。次年起，任甘肃陆军医院院长、西安军医院院长兼军医处处长、西安平民医院院长、抗日同盟军军医处处长。1942年任山西省立医院院长。同年9月，任桐旭医学专科学校教授，兼代院长，讲授内科学等课程。1949年任国立山西大学医学院院长、教授。1952年任山西省人民政府委员。1955年任山西省卫生厅厅长。后兼任山西省医药学会会长。1977年，兼任第四届政协山西省委员会副主席。1980年去世。